# Y Coronae Australis
Y Coronae Australis är en symbiotisk stjärna (ZAND+SR) i stjärnbilden Södra kronan.
Stjärnan varierar i sina kataklysmiska utbrott mellan visuell magnitud +12,6 och 15,5.